# ウッチャン・ナンチャン with SHA.LA.LA.
『ウッチャン・ナンチャン with SHA.LA.LA.』（ウッチャンナンチャンのシャララ）は、1990年4月3日から1992年6月28日まで一部日本テレビ系列局で放送された日本テレビ制作のバラエティ番組。通称「ウンナンのSHA.LA.LA.」。

## 概要
日曜17:00枠で1年間放送された15分番組『ウッチャンナンチャン』が火曜25:10枠へ移動し、30分番組として放送されるようになったのがこの『SHA.LA.LA.』である。番組タイトルは、ウッチャンナンチャンほか出演者全員が劇団SHA・LA・LAの構成員であることに由来する。
1991年9月までは火曜25:10枠で放送されていたが、同年10月からは直後の時間帯に放送されていた『ダウンタウンのガキの使いやあらへんで!!』とともに日曜22:30枠に新設された『笑撃的電影箱』枠内で放送されるようになった。しかし、それから程なくしてウンナンの2人がフジテレビ製作映画『七人のおたく』の撮影に掛かりきりになったため放送休止状態に入り、そのまま同タイトルでの放送を終了。3か月後の1992年10月に後継番組の『ウンナン世界征服宣言』が金曜23:25枠でスタートした。後継番組の放送曜日が金曜に変わったのは、この番組が休止している間のつなぎ番組として放送された『進め!電波少年』が高視聴率を記録し、そのまま打ち切られずに続いたためである。後継番組の『世界征服宣言』→『ウリナリ』ではプロデューサーが『電波少年』の土屋敏男に交代。当番組を担当していた梅原幹は後に『投稿!特ホウ王国』の番組Pとなる。
日テレ系の番組では、ウンナンと出川哲朗は、2018年8月25日『24時間テレビ41』にて久しぶりに共演を果たしている（内村と出川は2007年に開始した『世界の果てまでイッテQ!』で共演しているが、コンビと出川の再共演は同番組まで待つこととなった）。

## 出演者
- ウッチャンナンチャン（内村光良、南原清隆）
- 劇団SHA・LA・LA（出川哲朗、入江雅人、田中和治、仁井田さゆり、朝山まゆみ）

## 主なコーナー・企画

### コーナー
SHA.LA.LA Collection
劇団SHA.LA.LAによるショートコント。
ユーミン劇場
様々な曲のPVをSHA.LA.LA流にアレンジ
マサトの部屋
毎回ユーミン劇場終了後に行われた、入江による一人語りのコーナー。開始当初はコーナー名はついていなかった。

### 企画
主に番組前半に放送。
- ウッチャンナンチャンの新体操に挑戦!! ‐ 山﨑浩子から新体操を教わる。
- ジャドーズとライブ ‐ 本番組のキャラクター「お見通しマン」のテーマをジャドーズ流にアレンジしてもらい、実際にライブで披露。
- ウッチャンナンチャンと遠足に行こう!!
- 第1回 SHA.LA.LAを語ろう!‐
- ウッチャンナンチャンのスキーに挑戦!!
- 「ウッチャン・ナンチャンのSHA.LA.LA.」視聴率UP大作戦!!
- おたく訪問
- ホストに挑戦! ～ナンパ術を学ぼう～
- セールスマン入門!!
- 日本一のおバカさん決定戦 - この企画のディフェンシングチャンピオンは出川哲朗だった。
- ウッチャンナンチャンのシャララ版ウルトラクイズ（1992年1月5日放送）
- ダメ男出川哲朗企画 ‐ 出川とSHA.LA.LAメンバーによる対決企画。後に出川と子どもとの学力対決も行われた。
- ウッチャンナンチャンのリーダー適正チェック!!（1992年6月21日放送）

## スタッフ
- 監修：内村光良、南原清隆
- 構成：すずまさ、内村宏幸、浅田敦史、植竹公和、竹田康一郎、上原銀河、白崎和彦、中野俊成、笹沼大
- 技術：村上新郷
- 美術：黒木遼志
- スタイリスト：大江広明（おおえひろあきと表記）
- 編集：小原雅之（アンサーズ）
- ＭＡ：山下博文（アンサーズ）
- 音効：黒金和夫
- ＴＫ：山沢啓子
- ディレクター：飯山直樹、小澤太郎
- 演出：工藤浩之（THE WORKS）
- プロデューサー：梅原幹 ／ 金田武信・小西寛（THE WORKS）、篠木為八男
- 技術協力：ティ・ピー・ブレーン、映像集団
- 協力：マセキ芸能社、柵木秀夫
- 制作協力：THE WORKS
- 製作著作：日本テレビ

## テーマ曲
オープニングテーマ
- シャララ（渡辺美里、前期OP）
- SHA-LA-LA （長渕剛、後期OP）

エンディングテーマ
- Happy Birthday Sweet Sixteen （ニール・セダカ、邦題「すてきな16才」）
- 同じ気持ちで（石川よしひろ）
- どしゃぶりの夏（石川よしひろ）

## 放送局
| 放送対象地域   | 放送局     | 系列           | 放送日時 |
| -------------- | ---------- | -------------- | --- |
| 関東広域圏     | 日本テレビ | 日本テレビ系列 | 火曜 25:10 - 25:40 （1990年4月 - 1991年9月、『劇的時間帯』火曜第1部） 日曜 22:30 - 22:58 （1991年10月 - 1992年6月、『笑撃的電影箱』第1部） |
| 香川県・岡山県 | 西日本放送 | 日本テレビ系列 | 水曜 1:10 - 1:40（火曜深夜）（1990年4月4日 - 1991年9月25日） 日曜 22:30 - 22:58 （1992年2月23日 - 1992年6月、『笑撃的電影箱』第1部）       |
| 中京広域圏     | 中京テレビ | 日本テレビ系列 | 金曜 26:45 - 27:15 （1991年4月 - 1991年9月） 金曜 16:00 - 16:30 （1992年3月 - 1993年4月、『笑撃的電影箱』不定期ネット枠第1部）             |

## SHA.LA.LA.の使いやあらへんで!!
『ウッチャンナンチャン&ダウンタウンスペシャル SHA.LA.LA.の使いやあらへんで!!』（ウッチャンナンチャンアンドダウンタウンスペシャルシャララのつかいやあらへんで）は、1990年12月29日に日本テレビ系列で放送された『ウッチャン・ナンチャン with SHA.LA.LA.』『ダウンタウンのガキの使いやあらへんで!!』の合同特別番組。スペシャルゲストは加賀まりこ。。

### 放送日時
| 地域     | 放送局         | 放送日時                          |
| -------- | -------------- | --------------------------------- |
| 関東広域 | 日本テレビ     | 1990年12月29日 土曜 14:00 - 15:25 |
| 宮城県   | ミヤギテレビ   | 1990年12月29日 土曜 14:00 - 15:25 |
| 近畿広域 | よみうりテレビ | 1990年12月30日 日曜 24:30 - 25:55 |

### 番組前半
2番組の名場面を見ながらウンナンとダウンタウンがスタジオトーク。

#### 用意されたVTRのテーマ
| ウッチャン・ナンチャン with SHA.LA.LA. |
| -------------------------------------- |
| 輪島の右ストレートに挑戦!              |
| マーク・コスタビ ポップアート地獄!     |
| 早稲田予備校、出前講義!                |
| カレーもいいけど天龍もネ!              |
| ウンナンのサーフィン天国水中地獄!      |
| 山﨑浩子 笑点のテーマで10.0!           |
| 江夏豊の怒りの野球教室!                |
| ウンナン 日立とレシーブ・トス!         |
| ウンナン探検隊第1弾 貧乏人を探せ!      |
| Sha.la.la 豊島園の休日                 |

| ダウンタウンのガキの使いやあらへんで!! |
| -------------------------------------- |
| ガララニョロロでズーム・イン           |
| 体はいやーんおばさん鬼ゴッコ           |
| アルタでパニック亀甲縛り               |
| 下駄箱スルメ                           |
| ルパン三世アテレコ大合戦               |
| 浜ちゃん決死のスカイダイビング         |
| がっちり買いましょうin沖縄             |
| 新体操の女王浩子ちゃんと踊ろう         |
| 仮装大賞・100万円はもらったも同然だ!   |
| 3年B組金八先生                         |

#### 放送された内容
- DT ガララニョロロにズームイン
- UN 天龍源一郎とカレーライス作りに挑戦!!
- DT 仮装大賞100万円はもらったも同然だ!!
- UN としまえん コークスクリュー文字読みゲーム
  - コークスクリューに乗る出川哲朗のリアクションを見た松本人志が絶賛していた。それから出川は、リアクション芸人を志すきっかけの一つと言われている。2019年3月27日放送の『八方・陣内・方正の黄金列伝』に出川がゲスト出演した際にも話題となった。
- UN 輪島功一に挑戦!!
- DT 浜ちゃん決死のスカイダイビング!!
- UN マーク・コスタビのポップ・アートに挑戦!!
- DT 浜ちゃん恐怖のどつき100連発!!
  - 放送開始より1年3か月 浜ちゃんのどついた回数236回

### 番組後半
ウッチャン・ナンチャン with SHA.LA.LA.スペシャル
お見通しマンがダウンタウンを振り付ける!!
ダウンタウンのガキの使いやあらへんで!!スペシャル
第1回 ウッチャンナンチャン&ダウンタウンスペシャル チキチキ ウルトラスペシャル・エキサイティングパワフルスーパー人間ボウリング1990
おしゃべり対決!!こっちがいいじゃん
ウンナンとダウンタウンがスタジオトーク。
テーマに対しての意見をくじ引きで決め、正論だと思い込んでトークする。よりトークがうまかった方を加賀まりこが審査する。

### スタッフ
- 構成：すずまさ、城戸口寛、内村宏幸、安達元一、中野俊成、高須光聖、白崎和彦
- 編集・MA：アンサーズ、TDKビデオセンター
- 音響効果：佳夢音
- TK：山沢啓子、福井淳子
- 制作協力：THE WORKS（金田武信）
- 演出：工藤浩之 / 斉藤敏豪
- プロデューサー：梅原幹、菅賢治
- 製作著作：日本テレビ

### 備考
ウンナンとダウンタウンの合同番組としては1991年4月8日にも『ウッチャンナンチャン&ダウンタウンのびっくりさせまSHOW!!今夜決定ドッキリびっくりグランドチャンピオン!!』が日本テレビ系列全国ネットで放送。放送時間は月曜19:00 - 20:54。